# Tekketsu Kinnōtai

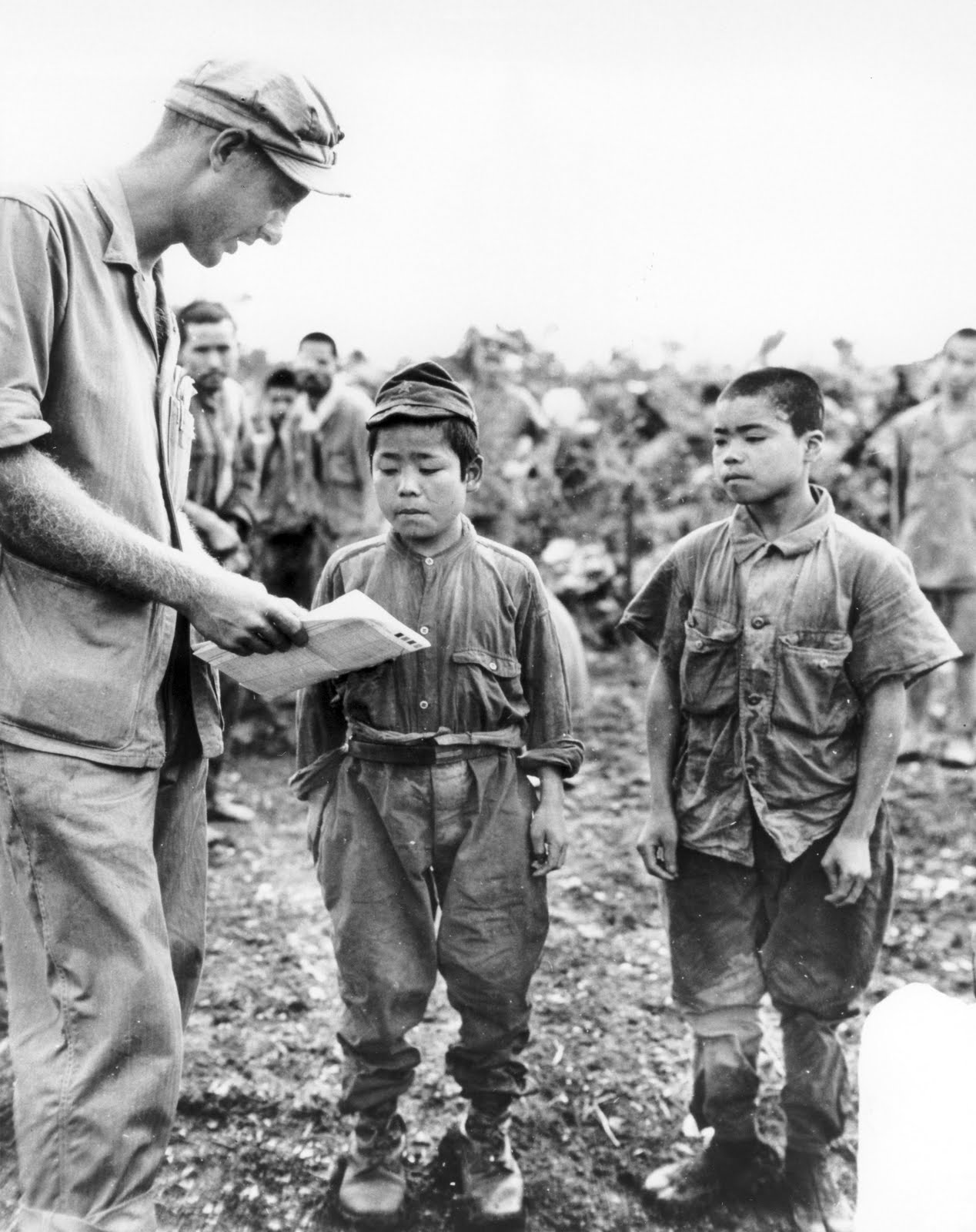
Während der Schlacht um Okinawa gefangene jugendliche Soldaten

Die Tekketsu Kinnōtai (jap. 鉄血勤皇隊, wörtlich „‚Blut und Eisen für den Kaiser‘-Truppen“, engl. „Student Units of Blood and Iron for Emperor“, auch: „Blood and Iron Student Corps“) waren (Hilfs-)Truppen, die aus japanischen Schulkindern aus den Schulen der Insel Okinawa rekrutiert und im Pazifikkrieg während der Endphase der Schlacht um Okinawa eingesetzt wurden. Es handelt sich um insgesamt 1.787 Jungen der Mittelschule im Alter von überwiegend 14 bis 17 Jahren, teilweise auch jünger. Die Hälfte der Schüler starb im Verlaufe der Kriegshandlungen.
Neben den Tekketsu Kinnōtai wurden Mädchen in der Regel als Hilfskrankenschwestern in eigenen Truppenverbänden für den Fronteinsatz zusammengefasst und erlangten beispielsweise als Himeyuri Gakutotai oder Shiraume Gakutotai traurige Bekanntheit.

## Geschichte
Als der Pazifikkrieg mit der Schlacht um Okinawa in seine Endphase eintrat, begann man in Okinawa, Schüler als paramilitärische Hilfstruppen zu mobilisieren. Da die Schüler noch minderjährig waren, gab es keine Rechtsgrundlage, um die Jugendlichen zu mobilisieren, es sei denn, ihr gesetzlicher Vormund hätte einer Meldung als Freiwilliger (志願, Shigan) zugestimmt. So geschah es, dass ohne das Einverständnis der Schulen Stempel gefertigt und offizielle Papiere gefälscht wurden. Beispielsweise wurden an der 2. Präfekturmittelschule Schüler, die nicht am paramilitärischen Training teilnahmen vom Ausbilder nach Hause geschickt mit der Begründung, es gäbe keine Verpflegung für sie. An der Mittelschule für Land- und Forstwirtschaft gar wurden die Schüler mit der Drohung nach Hause geschickt, sie erschießen zu lassen.
Also wurden Schüler, die sich nicht freiwillig meldeten, durch Drohungen eingeschüchtert und unter Druck gesetzt. Nachdem die amerikanischen Streitkräfte auf Okinawa gelandet waren, wurden diejenigen, die der kaiserlichen Armee nicht beitraten, als Volksverräter diffamiert und angegriffen. Willkürlich wurden Flüchtende formlos und ohne offizielle Dokumente per mündlichem Befehl als Hilfsstreitkräfte rekrutiert.
Unter den amerikanischen Dokumenten über die Invasion der 10. amerikanischen Armee und die Verteidigung Okinawas durch die 32. japanischen Armee befindet sich ein Vermerk über eine ins Englische übersetzte, offizielle Mitteilung der Präfekturbehörde Okinawas. Die Mitteilung über die Tekketsu Kinnōtai und ihre Verwendung besagt:
- Jeder Schüler muss in den Tekketsu Kinnōtai organisiert sein, an paramilitärischen Übungen teilnehmen und im Falle eines Notstandes den militärischen Verbänden zugeführt werden und am Gefecht teilnehmen.
- Außerdem wurde entschieden, dass gemäß der Anlagen zu dieser Mitteilung, auch 14- bis 16-jährige Schüler, die das Einberufungsalter noch nicht erreicht haben, verpflichtet und mobilisiert werden.

Nachdem Schüler zu Kombattanten gegen die amerikanische Armee erklärt wurden, mobilisierte zeitgleich die Präfekturbehörde von Okinawa anhand von Namensregistern aller Schulen, die der Armee übergeben worden waren, alle Jungen und Mädchen und berief sie konsequent in die 32. japanische Armee zur Verteidigung Okinawas ein.
Aus dieser Mitteilung geht ebenfalls hervor, dass viele Kombattanten erschossen werden würden, falls sie bei einem Angriff nicht kämpften und den Kapitulationsempfehlungen nicht umgehend Folge leisteten. Im Angesicht dieser hoffnungslosen Situation und der gesellschaftlichen Erwartung nicht in Gefangenschaft zu gehen, wählten viele den Freitod, ohne zu wissen, dass sie als Nichtkombattanten vor den amerikanischen Truppen geschützt waren.
Die Tekketsu Kinnōtai waren in den meisten Fällen mit unzureichender Ausrüstung ausgestattet. Konkret bedeutete dies, sie mussten Stellungen anlegen und ausbauen, als Meldeläufer unterwegs sein oder gar sich als lebende Mine, d. h. auf Befehl mit einer Sprengladung auf dem Rücken, sich in einem Selbstmordkommando, als Gyokusai („Massenselbstmord“) auf die amerikanischen Angreifer stürzen.

### Tekketsu Gruppen und ihre Verluste
| Schule                                                  | Truppenbezeichnung     | Lesung                               | Truppen- stärke | Gefallene | Todesrate |
| ------------------------------------------------------- | ---------------------- | ------------------------------------ | --------------- | --------- | --------- |
| Normalschule Okinawa                                    | 師範鉄血勤皇隊         | Shihan Tekketsu Kinnōtai             | 386             | 224       | 58,0 %    |
| Erste Präfekturmittelschule                             | 一中鉄血勤皇隊・通信隊 | Ichichū Tekketsu Kinnōtai Tsūshintai | 371             | 210       | 56,0 %    |
| Zweite Präfekturmittelschule                            | 二中鉄血勤皇隊・通信隊 | Nichū Tekketsu Kinnōtai Tsūshintai   | 144             | 127       | 88,2 %    |
| Dritte Präfekturmittelschule                            | 三中鉄血勤皇隊・通信隊 | Sanchū Tekketsu Kinnōtai Tsūshintai  | 363             | 37        | 10,2 %    |
| Gewerbeschule der Präfektur Okinawa                     | 工業鉄血勤皇隊・通信隊 | Kōgyō Tekketsu Kinnōtai Tsūshintai   | 94              | 85        | 90,4 %    |
| Land- und Forstwirtschaftsschule der Präfektur Okinawa  | 農林鉄血勤皇隊         | Nōrin Tekketsu Kinnōtai              | 173             | 41        | 23,7 %    |
| Präfekturschule für Fischereikunde                      | 水産鉄血勤皇隊・通信隊 | Suisan Tekketsu Kinnōtai Tsūshintai  | 49              | 23        | 46,9 %    |
| Städtische Gewerbeschule Naha                           | 商工鉄血勤皇隊・通信隊 | Shōkō Tekketsu Kinnōtai Tsūshintai   | 99              | 72        | 72,7 %    |
| Kainan-Mittelschule                                     | 開南鉄血勤皇隊・通信隊 | Kainan Tekketsu Kinnōtai Tsūshintai  | 81              | 70        | 86,4 %    |
| Mittelschule Miyako der Präfektur Okinawa               | 宮古中鉄血勤皇隊       | Miyakochū Tekketsu Kinnōtai          | unbekannt       | 0         | 0,0 %     |
| Mittelschule Yaeyama der Präfektur Okinawa              | 八重山中鉄血勤皇隊     | Yaeyamachū Tekketsu Kinnōtai         | 20              | 1         | 5,0 %     |
| Land- und Forstwirtschaftsschule Yaeyama (Jungenschule) | 八重農鉄血勤皇隊       | Yaenō Tekketsu Kinnōtai              | unbekannt       | unbekannt | unbekannt |
| Gesamt                                                  |                        |                                      | 1.780           | 890       | 50,0 %    |

## Sonstiges
An der Stelle des Gefechtsgrabens der Tekketsu Kinnōtai der Normalschule Okinawa in Mabuni in Itoman wurde eine Friedensstatue und das Mahnmal für die gefallenen Jungen (健児隊) errichtet. Diese Gruppe, die Shihan Tekketsu Kinnōtai, wird daher auch Kenjitai 健児隊 genannt. Diese Schülertruppe wurde zusammen mit der 32. japanischen Armee von Shuri nach Mabuni versetzt. Überall an diesen dunklen Orten findet man die Spuren von Angriffen mit Flammenwerfern.

## Weitere Schülertrupps

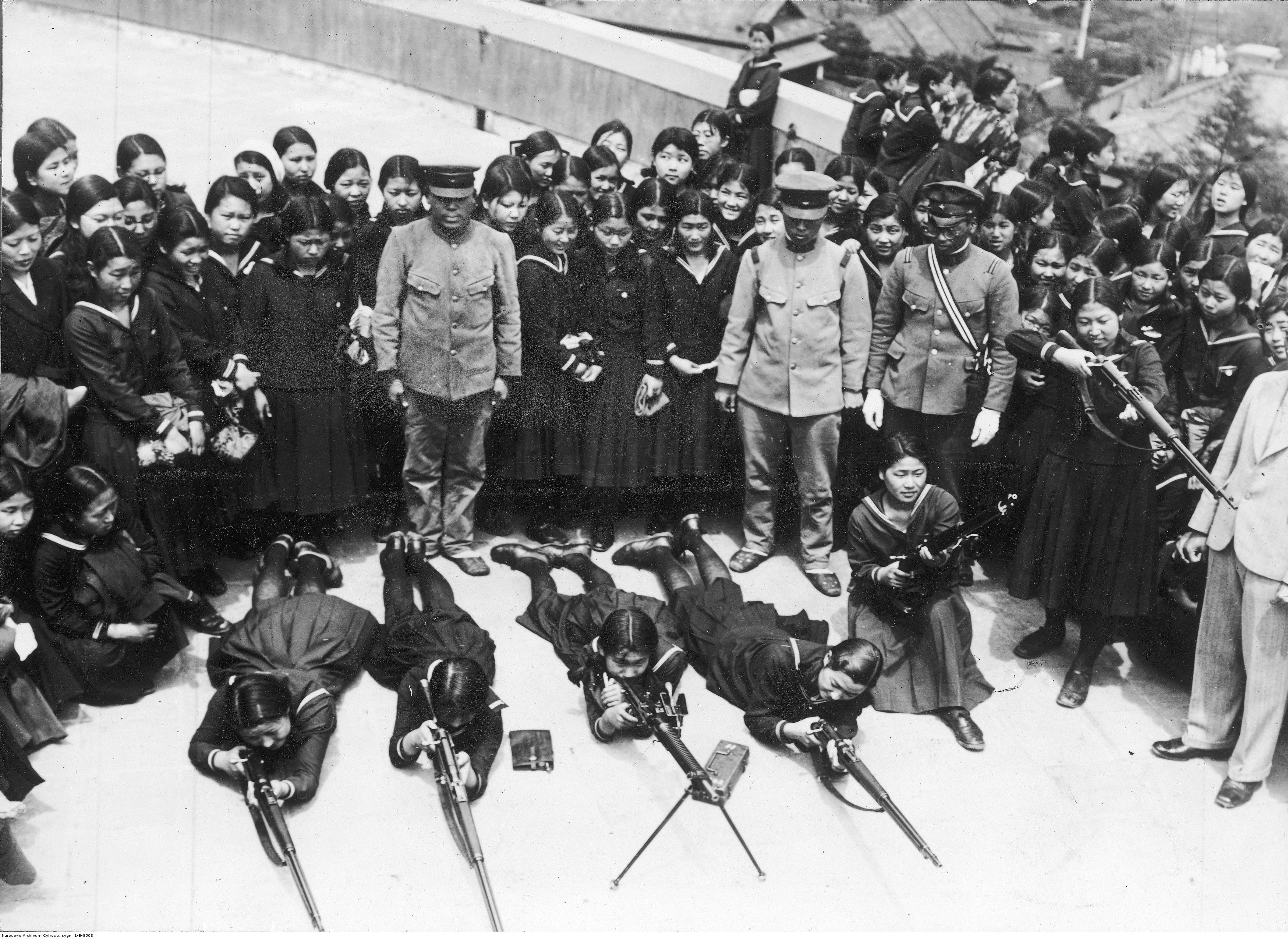
Schülerinnen beim paramilitärischen Training mit Gewehren, 1945

Neben Tekketsu Kinnōtai sind auch verschiedene andere Bezeichnungen, wie Gokyōtai (護郷隊, „Heimwehr“), Giyūtai (義勇隊, „Heldenmuttruppe“), Tokushi Kangotai (特志看護隊, „Sonderkrankenpflegetrupp“) und Kyūgotai (救護隊, „Schutztruppe“) gebräuchlich. Zudem sind auch Schülertrupps unter folgenden verklärenden und die Gräuel verbrämenden Namen zu nennen: Himeyuritai, Shiraumetai, Sekitokutai (積徳隊), Zuisentai (瑞泉隊), Deigotai (梯姑隊, Indischer Korallenbaum). Die Mobilisierung von Schülern für den Kriegseinsatz ist eigentümlich für Okinawa.